# Llenega ensofrada
La llenega ensofrada (Hygrophorus hypothejus), també anomenada mocosa ensofrada i mocosa groguenca, és un bolet comestible de poca qualitat dins el gènere Hygrophorus.
Té un barret de 3-7 cm de diàmetre, llis, brillant i mucós en temps humit, primer convex amb el marge cap endins, i després aplanat amb el marge enrotllat cap enfora. Respecte a altres llenegues semblants, es caracteritza per la coloració groc sofre de les làmines, peu i marge del barret en els exemplars vells, i en el fet que té una aparició tardana, gairebé sempre a principis d'hivern.